# NGC 1263
NGC 1263 je galaksija u zviježđu Eridan.

## Vanjske poveznice
- SEDS: NGC 1263